# Image SXM
Image SXM ist eine Auswertungs-Software für Rohdaten vieler Rasterkraft- und Rastertunnelmikroskope von Steve Barrett von der University of Liverpool für Apple-Betriebssysteme. Sie basiert auf der gemeinfreien, quelloffenen Bildanalyse-Software NIH Image (Vorläufer von ImageJ), die seit den frühen 1990er Jahren in Pascal entwickelt, selber jedoch als Freeware verbreitet wird, ohne dass der Quellcode verfügbar ist.